# Държавен архив на Северна Македония – Отделение Велес
Държавният архив на Северна Македония – Отделение Велес (на македонска литературна норма: Државен Архив на Република Македонија – Одделение Велес) е подразделение на Държавния архив на Северна Македония. Отделението като част от Държавния архив на Северна Македония работи в нова сграда с читалня, разположена на ул. „Наум Наумовски“. Архивът покрива следните общини: Велес, Чашка, Градско, Росоман, Неготино, Кавадарци, Демир Капия и Гевгели. Отделението разполага с 538 фонда и 8 колекции.

## История
Създаден е през 1954 година като отделение. От 1951 до 1954 година функционира като архивно отделение, част от Народния музей във Велес.

## Архивни фондове
Най-старите документи в архива са от 1768 година.
По-важни архивни фондове са:
- Архивните фондове на общините и общинските управления (1918 – 1941 година) и
- Семейните фондове на търговските семейства Кицови и Хаджипетрушеви (1800 – 1918 година) и други лични фондове.

## Активности на Архива във Велес
Отделението във Велес подготвя няколко изложби за обществеността и е показан архивен материал:
- „Документи за действието на Велешкия партизански отряд Димитър Влахов“;
- „Революционният и творчески живот на Кочо Рацин“;
- „Животът и творчеството на Йордан Х. К. – Джинот“;
- „Велес през миналия век“.